# FAIRWAY (SUPERCARの曲)
「FAIRWAY」（フェアウェイ）は、2000年2月2日に発売されたSUPERCARの8枚目のシングル。

## 解説
- シングル作品としては前作より約9ヶ月ぶりのリリース。
- 表題曲とそのリミックス3曲の構成。うち1曲は当時のレーベルメイトであったROVOがリミックスを担当。
- 当時SUPERCARが所属していたレーベル「dohb discs」から発売されたシングルは本作で最後となった。

## 収録曲
1. FAIRWAY (Radio Edit) (4:55)
2. FAIRWAY (Carbonemix) (5:06)
リミックス:田沢公大
3. FAIRWAY (Battlhythmix) (5:13)
リミックス:中村弘二
このリミックスにはボーカルが入っていない。
4. FAIRWAY (White Speed mix) (7:27)
リミックス:ROVO

全作詞：石渡淳治　作曲：中村弘二　編曲：SUPERCAR